# Yoga (hinduismo)
La filosofía Yoga es una de las seis principales escuelas ortodoxas del hinduismo. Está estrechamente relacionada con la escuela de hinduismo Samkhya. Los estudios sistemáticos de la escuela de Yoga para superarse física, mental y espiritualmente han influido en todas las demás escuelas de filosofía india. Los Yoga Sutras de Patanjali son textos clave de la escuela Yoga del hinduismo.
La epistemología de la escuela Yoga se basa en tres de los seis tipos de pruebas (Pramanas) como medio para obtener conocimiento confiable. Estos incluyen pratyaksa (percepción), anumana (inferencia) y Sabda (Āptavacana, palabra / testimonio de fuentes confiables). La metafísica del Yoga se basa en la misma base dualista que la escuela Samkhya. En las escuelas de Samhkya-Yoga el universo se concibe como compuesto por dos realidades : Puruṣa (conciencia) y prakriti (materia). Un ser vivo (Jiva) se considera como un estado en el que puruṣa está unido a prakriti de alguna forma, en diversas permutaciones y combinaciones de varios elementos, sentidos, sentimientos, actividad y mente. Durante el estado de desequilibrio o ignorancia, uno o más componentes abruman a los demás, creando una forma de esclavitud. El final de esta esclavitud se llama liberación, o moksha, por las escuelas de hinduismo Yoga y Samkhya. La ética de la escuela Yoga se basa en los Yamas y Niyama (hábitos o metas deseables), así como en elementos de la teoría de los Guṇas del Samkhya. 
La escuela Yoga difiere de la estrechamente relacionada escuela no-teísta /ateísta de Samkhya al incorporar el concepto de "deidad personal, pero esencialmente inactiva" o "dios personal" (Ishvara). Mientras que la escuela Samkhya sugiere que el conocimiento es un medio suficiente para la iluminación, la escuela de Yoga considera que el camino se compone por las técnicas y prácticas sistemáticas, o la experimentación personal, combinadas con el enfoque de conocimiento de Samkhya. Yoga comparte varias ideas centrales con la escuela Advaita Vedanta, pero es una forma de misticismo experimental, mientras que Advaita Vedanta es una forma de personalismo monista . Advaita Vedanta, y otras escuelas de hinduismo, aceptan, adoptan y desarrollan muchas de las enseñanzas y técnicas de Yoga.

## Historia

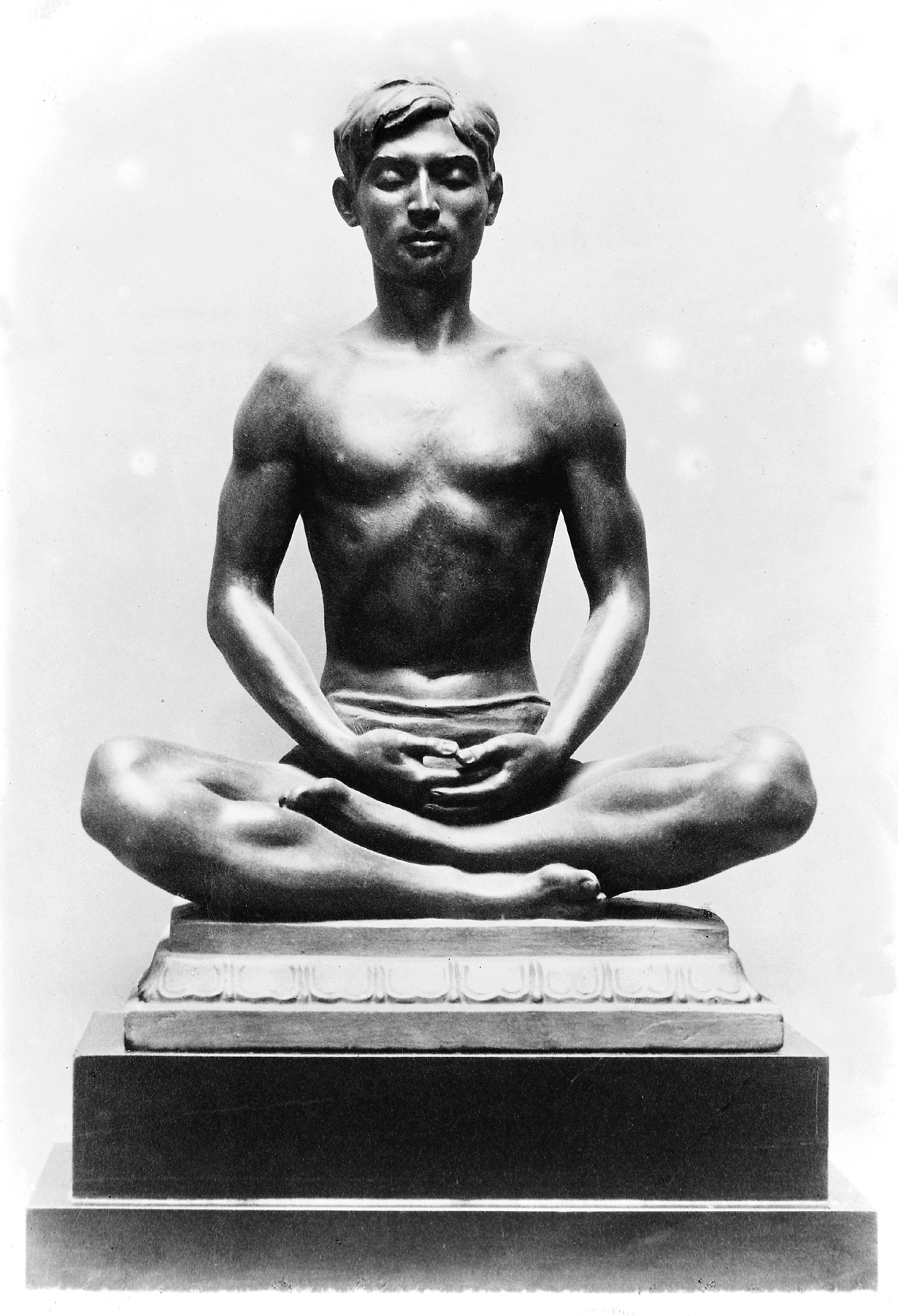
Figura de bronce de un Cachemir en meditación por Malvina Hoffman (1885-1966). La postura de yoga que se muestra es siddhasana.

Los orígenes de la escuela Yoga del hinduismo no están claros. Algunas de sus primeras discusiones se encuentran en textos indios del primer milenio antes de Cristo, como el Katha Upanishad, el Shvetashvatara Upanishad y el Maitri Upanishad .
La raíz de la palabra "Yoga" se encuentra en el himno 5.81.1 del Rig Veda, una dedicación al dios del sol naciente en la mañana (Savitri), interpretado como "yugo" o "control yóguico".  

युञ्जते मन उत युञ्जते धियो विप्रा विप्रस्य बृहतो विपश्चितः (…)

Contempladores del contemplador vasto yóguicamente iluminado [युञ्जते, yunjante] controlan sus propias mentes e inteligencias... (…)
Rigveda 5.81.1

El Rig Veda, sin embargo, no describe la filosofía Yoga con el mismo significado o contexto que tiene en la época medieval o moderna. Las primeras referencias a prácticas que luego se convirtieron en parte de la escuela Yoga del hinduismo, se hacen en el Brihadaranyaka Upanishad, el Upanishad más antiguo. Gavin Flood lo traduce como: "... habiéndose calmado y concentrado, uno percibe el yo (atman), dentro de uno mismo". La práctica de pranayama (regular conscientemente la respiración) se menciona en el himno 1.5.23 del Brihadaranyaka Upanishad (circa 900 a. C.), y la práctica de pratyahara (concentrar todos los sentidos en uno mismo) se menciona en el himno 8.15 del Chandogya Upanishad ( c. ~ 800-700 a. C.).
El Katha Upanishad, fechado aproximadamente a mediados del primer milenio antes de Cristo, en los versículos 2.6.6 al 2.6.13 recomienda un camino hacia el autoconocimiento, y lo llama Yoga .

यदा पञ्चावतिष्ठन्ते ज्ञानानि मनसा सह ।

बुद्धिश्च न विचेष्टते तामाहुः परमां गतिम् ॥ १० ॥

तां योगमिति मन्यन्ते स्थिरामिन्द्रियधारणाम् ।

अप्रमत्तस्तदा भवति योगो हि प्रभवाप्ययौ ॥ ११ ॥

Solamente cuando Manas (la mente) con pensamientos y los cinco sentidos permanecen quietos,

y cuando Buddhi (el intelecto, poder de razonar) no deambula, a eso llaman el camino supremo.

Eso es lo que uno llama Yoga, la quietud de los sentidos, la concentración de la mente,

No es una lentitud irreflexiva y despreocupada, Yoga es creación y disolución.
Katha Upanishad, 2.6.10-11

La escuela Yoga del hinduismo se menciona en los textos fundamentales de otras escuelas ortodoxas tales como los Vaisesikha Sutras, Nyaya Sutras y Brahma Sutras, lo cual sugiere que la filosofía Yoga estaba en boga en el primer milenio a. C. Influyó y fue influenciada por otras escuelas y filosofías de la India. Por ejemplo, hay numerosos paralelos entre los conceptos de la escuela Samkhya de hinduismo, la Yoga y las escuelas de pensamiento Abhidharma, particularmente desde el siglo II a. C. hasta el siglo I d. C. Los Yoga Sutras de Patanjali pueden ser una síntesis de estas tres tradiciones. Del Samkhya, los Yoga Sutras adoptan el "discernimiento reflexivo" (adhyavasaya) de prakrti y purusa (dualismo), su racionalismo metafísico, así como sus tres métodos epistémicos para obtener conocimiento fiable.  A partir de la idea del nirodhasamadhi proveniente del budismo de Abhidharma, sugiere Larson, los Yoga Sutras adoptan la búsqueda de un estado alterado de conciencia, pero a diferencia del budismo, que cree que no hay yo ni alma, el Yoga es fisicalista y realista como el Samkhya al creer que cada individuo tiene un yo y un alma  El tercer concepto que los Yoga Sutras sintetizan en su filosofía son las antiguas tradiciones ascéticas de aislamiento, meditación e introspección.  
La colección sistemática de ideas de la escuela Yoga del hinduismo se encuentra en los Yoga Sutras de Patanjali . Después de su circulación en la primera mitad del primer milenio CE, muchos eruditos indios lo revisaron, luego publicaron su Bhāṣya (notas y comentarios) sobre él, que juntos forman un canon de textos llamado Pātañjalayogaśāstra ("El Tratado sobre Yoga de Patañjali" )

### Seis darsanas
La escuela de yoga del hinduismo se ha incluido como una de las seis escuelas ortodoxas en los textos indios de la era medieval. Las otras escuelas son Samkhya, Nyaya, Vaisheshika, Mimamsa y Vedanta .

## Filosofía
La escuela Yoga de la filosofía hindú está más estrechamente relacionada con la escuela Samkhya. En ambos, los conceptos fundamentales incluyen dos realidades: Purusha y Prakriti . El Purusha se define como esa realidad que es conciencia pura y carece de pensamientos o cualidades. El Prakriti es la realidad empírica y fenoménica que incluye la materia y también la mente, los órganos sensoriales y el sentido de identidad (yo, alma).  En ambas escuelas se considera que un ser vivo es la unión de la materia y la mente. La escuela de Yoga difiere de la escuela Samkhya en sus puntos de vista sobre la ontología de Purusha, en su axiología y en la soteriología.

### Epistemología

La escuela de Yoga considera la percepción, la inferencia y el testimonio confiable como tres medios para el conocimiento.

La escuela Yoga, como la escuela Samkhya, considera que la Pratyakṣa o Dṛṣṭam (percepción sensorial directa), Anumāna (inferencia) y Śabda o Āptavacana (testimonio verbal de los sabios o shāstras) son los únicos medios válidos de conocimiento o Pramana . A diferencia de algunas otras escuelas de hinduismo como Advaita Vedanta, el Yoga no adoptó las siguientes tres Pramanas : Upamāṇa (comparación y analogía), Arthāpatti (postulación, derivada de las circunstancias) o Anupalabdi (no percepción, prueba negativa / cognitiva).
- Pratyakṣa (प्रत्यक्षाय) significa percepción. Es de dos tipos en los textos hindúes: externa e interna. La percepción externa surge de la interacción de los cinco sentidos y los objetos mundanos, mientras que la percepción interna es la del sentido interno; la mente.[32][33] Los textos indios antiguos y medievales identifican cuatro requisitos para la percepción correcta: Indriyarthasannikarsa (experiencia directa por el órgano u órganos sensoriales del objeto que se esté estudiando), Avyapadesya (no verbal; la percepción correcta no es a través de rumores, según los antiguos eruditos indios, donde el órgano sensorial de uno depende de aceptar o rechazar la percepción de otra persona), Avyabhicara (no es errante; la percepción correcta no cambia, ni es el resultado del engaño porque el órgano sensorial o los medios de observación de uno estén a la deriva, defectuosos, sospechosos) y Vyavasayatmaka (definitivo; la percepción correcta excluye los juicios de duda, ya sea porque uno no observa todos los detalles, o porque uno está mezclando inferencia con observación y observando lo que quiere observar, o no observando lo que no quiere observar).[34] Algunos eruditos antiguos propusieron la "percepción inusual" como pramana y la llamaron percepción interna, una propuesta impugnada por otros eruditos indios. Los conceptos de percepción interna incluían pratibha (intuición), samanyalaksanapratyaksa (una forma de inducción desde lo específico percibido a lo universal) y jnanalaksanapratyaksa (una forma de percepción de procesos anteriores y estados previos de un 'tema de estudio' al observar su estado actual) .[35] Además, algunas escuelas de hinduismo consideraron y refinaron las reglas de aceptar el conocimiento incierto de Pratyakṣa-pranama, para contrastar nirnaya (juicio definitivo, conclusión) desde anadhyavasaya (juicio indefinido).[36]
- Anumāṇa (अनुमान) significa inferencia. Se describe como llegar a una nueva conclusión y verdad a partir de una o más observaciones y verdades anteriores mediante la aplicación de la razón.[37] Observar humo e inferir fuego es un ejemplo de Anumana .  En todas las filosofías hindúes, excepto una,[38] este es un medio válido y útil para el conocimiento. Los textos indios dicen que la inferencia consiste en tres partes: pratijna (hipótesis), hetu (una razón) y drshtanta (ejemplos).[39] La hipótesis debe dividirse en dos partes: sadhya (aquella idea que necesita ser probada o refutada) y paksha (el objeto en el que se basa la sadhya ). La inferencia es condicionalmente verdadera si hay ejemplos positivos como evidencia (sapaksha) , y si no hay ejemplos negativos como contra-evidencia (vipaksha). Para mayor rigor, las filosofías indias también establecen pasos epistémicos adicionales. Por ejemplo, el requisito de que la razón hetu explique la inferencia en "todos" los casos, tanto en sapaksha como en vipaksha. Este requerimiento se llama Vyapti. [40] Una hipótesis condicionalmente probada se llama nigamana (conclusión).[41]
- Śabda (शब्द) significa confiar en palabras, testimonios de expertos confiables del pasado o presentes.[42][43]  Las escuelas del hinduismo que lo consideran epistémicamente válido sugieren que un ser humano necesita conocer numerosos hechos, y con el tiempo y la energía limitados disponibles, puede aprender solo una fracción de esos hechos y verdades directamente.[44] Debe cooperar con los demás para adquirir y compartir conocimientos rápidamente y así enriquecer la vida de los demás. Este medio de obtener el conocimiento adecuado se habla o se escribe, pero a través de Sabda (palabras).  La confiabilidad de la fuente es importante, y el conocimiento legítimo solo puede provenir de fuentes confiables.   El desacuerdo entre las escuelas del hinduismo ha sido sobre cómo establecer la fiabilidad. Algunas escuelas, como Carvaka, afirman que esto nunca es posible y, por lo tanto, que Sabda no es un pramana adecuado. Otras escuelas debaten para establecer la confiabilidad.[45]

### Metafísica
La metafísica de la escuela Yoga, nuevamente como la escuela Samkhya, es una forma de dualismo . Considera la conciencia y la materia, el yo / alma y el cuerpo como dos realidades diferentes.
El sistema Samkhya-Yoga propugna el dualismo entre la conciencia y la materia al postular dos realidades "irreductibles, innatas e independientes: Purusha (la conciencia) y Prakriti (la materia). Mientras que el Prakriti es una entidad única, las escuelas de Samkhya-Yoga admiten una pluralidad de Puruṣhas en este mundo. El Prakriti inmanifestado, sin causa, siempre activo, imperceptible y eterno, es la fuente final del mundo de los objetos. El Puruṣa es considerado como el principio consciente, el disfrutador pasivo (bhokta) y el Prakriti es lo disfrutado  (bhogya). En el Samkhya-Yoga se cree que el Puruṣa no puede considerarse como la fuente del mundo inanimado, porque un principio inteligente no puede transformarse en el mundo inconsciente.
La escuela Yoga adopta del sistema Samkhya la teoría de los Guṇas, la cual afirma que hay tres atributos presentes en diferentes proporciones en todos los seres: el sattva guna (atributo de bondad, constructivo, armonioso), rajas guna (atributo de pasión, activo, confundido) y tamas guna (atributo de oscuridad, destructivo, caótico). Estos tres están presentes en cada ser pero en diferentes proporciones, y la naturaleza fundamental y las disposiciones psicológicas de los seres es una consecuencia de la proporción relativa de estos tres gunas .  Cuando sattva guna predomina en un individuo, las cualidades de lucidez, sabiduría, constructividad, armonía y tranquilidad se manifiestan; cuando predomina el rajas, se manifiesta el apego, el anhelo, la actividad impulsada por la pasión y la inquietud; y cuando tamas predomina en un individuo, la ignorancia, el engaño, el comportamiento destructivo, el letargo y el sufrimiento se manifiestan. La teoría de las guṇas sustenta la filosofía de la mente en la escuela Yoga.  
Los primeros estudiosos de la filosofía Yoga, postulan que el Puruṣa (conciencia) por naturaleza es sattva (constructivo), mientras que Prakriti (materia) por naturaleza es tamas (caótico). Además postulan que las personas al nacer tienen buddhi (inteligencia sátvica). A medida que la vida progresa y agita este buddhi, crea asmita o ahamkara (ego rajásico). Cuando la vida revuelve el ego, se produce el manas (temperamento, estado de ánimo tamasico). Juntos, buddhi, ahamkara y manas interactúan y constituyen la mente.  La modificación desenfrenada de la mente causa sufrimiento. Una forma de vida que le permite a uno ser cada vez más consciente de su conciencia y espiritualidad innatas en buddhi, es el camino hacia el potencial más alto y una vida más serena, contenta y liberada.

### Axiología
La axiología en los textos de la escuela Yoga incluye una teoría de los valores a través de la observancia de los valores positivos y la evitación de lo negativo, como una teoría estética sobre la dicha desde perspectivas intrínsecas y extrínsecas. Los valores a observar se llaman Niyamas, mientras que los que deben evitarse se mencionan en la filosofía de Yamas en Yoga. 
Más de sesenta textos diferentes de la era antigua y medieval de la filosofía del Yoga discuten los Yamas y Niyamas . La teoría específica y la lista de valores varían entre los textos, sin embargo, Ahimsa, Satya, Asteya, Svādhyāya, Kșhamā y Dayā se encuentran entre los conceptos éticos más discutidos por la mayoría de estos textos.  
Los cinco yamas enumerados por Patañjali en Yogasūtra 2.30 son:
1. Ahiṃsā (अहिंसा): No violencia , no dañar a otros seres vivos. [57]
2. Satya (सत्य): veracidad, no falsedad
3. Asteya (अस्तेय): no robar
4. Brahmacarya (ब्रह्मचर्य): celibato, no engañar a la pareja
5. Aparigraha (अपरिग्रहः): no avaricia,  no posesividad[58]

Patanjali, en el Libro 2, explica cómo y por qué cada uno de los autocontroles anteriores ayuda en el crecimiento personal de un individuo. Por ejemplo, en el versículo II.35, Patanjali declara que la virtud de la no violencia y la no lesión a los demás (Ahimsa) conduce al abandono de la enemistad, un estado que lleva al yogui a la perfección de la amistad interior y exterior con todos y todo . Otros textos de la escuela Yoga del hinduismo incluyen Kṣamā (क्षमा, perdón), Dhṛti (धृति, fortaleza, no rendirse en la adversidad), Dayā (दया, compasión),  Ārjava (आर्जव, no hipocresía ) y Mitāhāra (मितहार, dieta medida).
La parte de los Niyamas en la teoría de los valores en la escuela Yoga incluye hábitos virtuosos, comportamientos y observancias. El Yogasutra enumera los niyamas como:
1. Śauca : pureza, claridad mental, en habla y cuerpo[67]
2. Santoṣa : contentamiento, aceptación de los demás, aceptación de las circunstancias de uno tal como están para superarlas o cambiarlas, optimismo para uno mismo[68]
3. Tapas : persistencia, perseverancia, austeridad[69][70]
4. Svādhyāya : estudio de los Vedas (ver Sabda en la sección de epistemología), estudio de uno mismo, autorreflexión, introspección de los pensamientos, discursos y acciones de uno mismo[71]
5. Īśvarapraṇidhāna : contemplación del Ishvara (Dios / Ser Supremo, Brahman, Verdadero Ser, Realidad Inmutable)[72]

Al igual que con los Yamas, Patanjali explica cómo y por qué cada uno de los Niyamas anteriores ayuda en el crecimiento personal de un individuo. Por ejemplo, en el versículo II.42, Patanjali declara que la virtud de la satisfacción y la aceptación de los demás tal como son (Santoṣa) conduce al estado donde las fuentes internas de alegría son más importantes, y el anhelo por fuentes externas de placenteras cesa. Otros textos de la escuela de Yoga ampliaron la lista de valores bajo Niyamas, para incluir comportamientos como Āstika (आस्तिक, creencia en Dios personal, fe en uno mismo, convicción de que hay conocimiento en los Vedas y Upanishads), Dāna (दान, caridad, compartir con otros), Hrī (ह्री, remordimiento y aceptación del pasado / errores / ignorancia, modestia) Mati (मति, pensar y reflexionar, conciliar ideas conflictivas) y Vrata (व्रत, resoluciones y votos, celebraciones rápidas y piadosas).

### Soteriología

La fusión de Dharana, Dhyana y Samadhi es Sanyama, el camino a Moksha o Kaivalya en la escuela Yoga.

La escuela Yoga del hinduismo sostiene que la ignorancia es la causa del sufrimiento y el saṁsāra . La liberación, como en muchas otras escuelas, es la eliminación de la ignorancia, que se logra a través del discernimiento discriminatorio, el conocimiento y la autoconciencia. El Yoga Sūtra es el tratado de la escuela Yoga sobre cómo lograr esto. Samādhi es el estado donde se desarrolla la conciencia extática, afirman los estudiosos del Yoga, y así es como uno comienza el proceso de tomar conciencia de Purusa y el verdadero Ser. Además, afirma que esta conciencia es eterna, y una vez que se logra esta conciencia, una persona nunca puede dejar de ser consciente; esto es moksha, el objetivo soteriológico del hinduismo.  
El libro 3 del Yogasutra de Patanjali está dedicado a los aspectos soteriológicos de la filosofía Yoga. Patanjali comienza afirmando que todas las extremidades del yoga son la base necesaria para alcanzar el estado de autoconciencia, libertad y liberación. Se refiere a los tres últimos miembros del yoga como sanyama, en los versos III.4 a III.5, y lo llama la tecnología para el "principio de discernimiento" y el dominio de la mente (citta) y el autoconocimiento. En el versículo III.12, los Yogasutras afirman que este principio de discernimiento le permite a uno perfeccionar sant (tranquilidad) y udita (razón) en la mente y el espíritu, a través de la intención. Esto lleva a la capacidad de discernir la diferencia entre sabda (palabra), artha (significado) y pratyaya (comprensión), y esta capacidad le permite a uno comprender compasivamente el sonido/discurso de todos los seres vivos. Una vez que un yogui alcanza este estado de sanyama, conduce a poderes inusuales, intuición, autoconocimiento, libertades y el aislamiento kaivalya, el objetivo soteriológico del yogui.  
Los beneficios de la filosofía Yoga se resumen en los versículos III.46 a III.55 de Yogasutras, declarando que las primeras 5 extremidades conducen a perfecciones corporales como belleza, amabilidad, fuerza y resistencia; mientras que las últimas 3 extremidades a través de sanyama conducen a la mente y a las perfecciones psicológicas de la percepción, la propia naturaleza, el dominio del egoísmo, el conocimiento discriminatorio de la pureza, el yo y el alma. Este conocimiento, una vez alcanzado es irreversible, afirma el Libro IV de Yogasutra. 

### Dios en la escuela Yoga del hinduismo
La filosofía Yoga permite el concepto de Dios, a diferencia de la estrecha escuela de hinduismo Samkhya, que es atea / no teísta. Eruditos hindúes como el Adi Sankara del siglo VIII, así como muchos académicos modernos describen la escuela de Yoga como "la escuela Samkhya con Dios".
Los Yoga Sutras de Patanjali usan el término Isvara en 11 versículos: I.23 a I.29, II.1, II.2, II.32 y II.45. Desde el lanzamiento de los Sutras, los estudiosos hindúes han debatido y comentado sobre quién o qué es Isvara . Estos comentarios van desde definir a Isvara como un "dios personal" a un "yo especial" a "cualquier cosa que tenga un significado espiritual para el individuo". Whicher explica que si bien los versos concisos de Patanjali pueden interpretarse como teístas o no teístas, el concepto de Patanjali de Isvara en la filosofía del yoga funciona como un "catalizador transformador o guía para ayudar al yogui en el camino hacia la emancipación espiritual".
 

Patanjali define a Isvara (sánscrito: ईश्वर) en el versículo 24 del Libro 1, como "un Yo especial (पुरुषविशेष, puruṣa-viśeṣa )", 
 Sánscrito: क्लेश कर्म विपाकाशयैःपरामृष्टः पुरुषविशेष ईश्वरः ॥२४॥  <br /> - Yoga Sutras I.24 
 Este sutra de la filosofía Yoga agrega las características de Isvara como ese Ser especial que no se ve afectado (अपरामृष्ट, aparamrsta ) por los obstáculos / dificultades (क्लेश, klesha ), las circunstancias creadas por el pasado o por las acciones actuales (कर्म, karma ), los frutos de la vida (विपाक, vipâka ) y las disposiciones o intenciones psicológicas (आशय, ashaya).